# Trajan Herseni
Trajan Herseni (18. februar 1907 – 17. jul 1980.), bio je rumunski sociolog,novinar i politička ličnost. Dobro poznat kao učenik Dimitrie Gustia, pomogao je u osnivanju rumunske škole za sociologiju sela ranih 1920-ih i 1930-ih, učestvovao je u interdisciplinarnim studijama grupa i terenskom radu. Važan esejista i istrazivač, proučavao je izopštene grupe ljudi širom države,pokušavajući da definiše odnose izmedju sociologije, etnografije i kulturalne antropologije, sa prikrivenim interesovanjem za socijalnu epistemologiju. Delimično je bio uključen u seoske kulture i seosko društvo Fagaras Planina. Takmičeći se sa antonom golopentiom za ulogu vodećeg Gustievog učenika,Herseni je izašao kao pobednik 1937. Od 1932. predavao je na Univerzitetu u Bukureštu.
Herseni je postao posvećeni eugenista i rasni istrazivač, koji je odbacio moderni levičarski stav koji je prigrlio fašizam	i njegovi i Gustievi putevi se razilaze u njegovoj podršci za Iron Guard. Uprkos tome, bio je zaštićen tokom anti-Gardovskog pokreta 1938, kada ga je Gusti učinio službenikom u okviru socijalne službe, delom nacionalnog pokreta obnove. Kao vodeći funkcioner i ideolog fašističke nacionalne legionarne države, i kao ličnost od kulturalne i političke važnosti pod diktatorom Ion Antonescuom, predložio je obaveznu sterilizaciju inferiornih rasa i pisao je hvalospeve o Naci rasističkoj politici. Osudjen od strane komunističkog režima 1951. Proveo je 4 godine u zatvoru. Polako se povratio kod obožavalaca kao istraživač rumunske akademije, učestvujući u ponovnom pokretanju socioloških istraživanja,kao i eksperimentisanja u socialnoj psihologiji i kao pioni u industrijskoj sociologiji.
Zvanično Partizan marksističkog-lenjinizma nakon 1956. godine Herseni je bio više učtivo posvećen nacionalnom komunizmu. Nacionalno komunističke polise su mu omogućile u kasnim 1960-ima da revidira neke od svojih kontroverznih spisa o predačkim korenima rumunske kulture. U različitim intervalima,režim je odobravao njegove radikalne ideje o etnicitetu uključujući i neke kao rasizam. Hersenijevi završni radovi bavili su se etnologiji,nacionalonoj psihologiji, sociologiji literature i sociološke teorije uopšteno. 1970-ih proizveo je gomilu radova interpretirajući rumuski folklor u kojoj je naglasio veze izmedju indoevropske i paleo balkanske mitologije.

## Biografija

#### Poreklo i školovanje
Herseni je bio poreklom transilvanac,što je,za većinu njegovog detinjstva,bila austrougarska provincija. Njegovo rodno selo Jas u okviru tadašnjeg Braso zaseoka,gde je njegov otac radio kao javni beležnik. Po očevoj strani,Herseni je potekao od bliskih Harsenija,koji su dali porodici njeno ime. Rodjen februara 18. 1907. Herseni je išao u školu u Jasi i Fagaras. Ove godine su se poklopile sa prvim svetksim ratom i priznanjem Transilvanije u okviru Rumunije, Herseni je počeo učiti u školi na Madjarskom jeziku i položio svoj maturski ispit 1924.kao Rumun.
Od 1924. Herseni je bio student pravnog fakulteta univerziteta u Bukureštu,studirajući pod Gustiem i drugih. Strastven oko Gustijevih pokušaja da obnovi rumusnku socijalnu nauku u vezi ruralne sociologije i posmatranja, Herseni je bio odabran da ide brodom na gustieva terenska putovanja u Neheru i Fundu moldovei. Jos jedan Gustiev student Henri H.Stahl,s kojim se prvo upoznao i sprijateljio u Nerehu,i bio je opčinjen susretom. Herseni, on piše,delujući tih, povučen a opet ne tako usamljen, spreman da se sukobi sa svakim ko bi mu se suprotstavio,bio prijatelj ili rival. Razumevao je kompleksne socijalne probleme brzo i predstavio sebe kao jednog od lidera tima prihvatajući se ranga koji nikad ne bi izgubio. Herseni je delimično bio upleten u projekat skupljanja podataka o pastoralnoj sociologiji,dok je Stancu Stolan posmatrao seoske škole i xenia costa foru osnivao studije u sociologiji porodice.
Herseni je položio svoje poslednje ispite 1928.g. specijalizujući se za sociologiju, psihologiju,pedagogiju i predstavljajući rad o društvenim odnosima po istraživanjima iz Fundu Moldoveia. Ovo ga je kvalifikovalo da predaje 	sociologiju Georg Lazar, nacionalnom fakultetu,gde je radio naredne školske godine.1929. otišao je u Nemačku na dalju specijalizaciju. Upisao je Humboltov univerzitet gde je slušao predavanja Sombarta, Sprangera, Turnvalda i Virkanta. Izdao je pregled nemačke sociologije prikazujući je kao živopisna i pokretna nauka, i kao dobar model za sociologiju u manje naprednim državama.
Herseni se vratio u Bukurešt 1930.g. odradio svoj obavezni vojni rok u rumunskim kopnenim snagama, a zatim sudelovao u ekspedicijama od strane gustievog instituta u Dragus, runku i Kornovu. Dragus, centar etnografskog regiona poznatog kao Tara Oltului, izabran je, na njegovo insistiranje,jer se nalazilo nedaleko od njegovog rodnog sela. U Kornovi, Herseni se fokusirao na društvenu hijerarhiju i podeljene klanove Besarabijskog društva. Proveo je odredjeno vreme istraživajući sam na svoju ruku na periferiji Fagars Mountaines-a , objavljujući svoje rezultate u „Boabe de Grau pregledu,, . On je takodje počeo da doprinosi Klužovom magazinu Societae de Maine, člancima koji su osnivali i proučavali različite vrste društvene udaljenosti.

##### Kao Gustiev pomoćnik
1932.g. Herseni je oženio koleginicu sa univerziteta Paulu Gusti. Ona je bila ćerka Pola Gustija,poznatog pozorišnog režisera(sličnost u prezimenu ukazuje na moguću vezu sa samim Gustijem). Takodje, te godine predavajući vec poduže u školi Sabin Manuila ,Herseni je bio zaposlen od strane Gustija kao asistent profersora na univerzitetu u Bukureštu na odeljenju za sociologiju etiku i politiku. Stal tvrdi da je bio Gutijev prvi izbor ali da je odbio tu poziciju kako bi to odgovaralo Herseniju koji je kao oženjen čovek morao da ima stalan priliv dohotka. Kao rezultat toga,Herseni je finansijski bolje stojao nego drugi intelektualci njegovi savremenici.
Herseni je takodje pratio Strahlove politčke opcije:simpatisao je levičarsku ćeliju u okviru nacionalne seljačke partije i 1933.doprineo je u diskusijama levog centra kao sto je Zaharia Stancuov Azi i Strahlova Stanga. Proglasio je sam sebe kao partizana socijalne demokratije i kao saradnju, ne marksizman i ne komunizma,već, ni manje ni više, čoveka levičara. Članak koji je objavio u Grand Romanescu 1933.prikazuje ga kao deistu i hrišćanskog egzistencijonalistu koji je kritikovao Ubermenh. Ostatak populacije, smatrao je Herseni su zauvek nehumani. Emil Cioran, filozof te generacije opisao je Hersenija kao strastvenog oko Hajdegerove egzistencijalne filozofije sa metafizičkim senzibilitetom koji je bio obeležje pravih transilvanijskih intelektualaca.
1933.g. ubrzo nakon preuzimanja moći od strane nacista,Herseni je posetio Berlin,sprijateljivši se sa anti-nacističkim Rumunom Petreom Pandreom. Preuzeo je doktorat 1934.čija je tema bila društvena stvarnost-esej o regionalnoj ontologiji. Time je zaradio Gustijeve pohvale,koji je nazivao Hersenija jednim od najnadarenijih i najobrazovanijim mladićem današnjice,koji je obećavao da će obogatiti rumusnku sociologiju i filozofiju svojim novim radovima. Stal podseća da je Herseni jedini koji je mogao da parira ogromnom znanju njegovog učitelja,on je takodje spadao u jedne od najodanijih Gustijevih učenika,efektivno zamenjujući Petre Pndrea,koji je otvoreno govorio protiv ISR . Herseni je bio entuzijastični promoter društvenih kampanja,poznat kao isr-ov poligraf i kao jedan od Gustijevih pravih sledbenika. Prema Stalu, Herseni je nameravao da popularizuje sociologiju i da joj da filozofski značaj,smatrajući oba zadatka jednako važnim. Preuzimajući neo-kantovski pristup u nauci, Herseni je verovao da prizvuk fenomenoloških ispitivanja treba da pojasni i ograniči poziciju socijalnog konstruktivizma, ili, kako je Stal govorio, da razjasni da li postoji društvena stvarnost koja bi se razlikovala od prirodne i duhovne realnosti.
Štaviše, Herseni je istraživao izazove društvene epistemologije i metodologiju učesničkog posmatranja . verovao je da objektivnost jedino mogla biti postignuta uz pomoć ograničenja koju sami sebi postavljamo i uz pomoć napornih, sakupljačkih i interdisciplinarnih programa istraživanja. Velikim delom empirijska, Stalova i Hersenijeva sociologija se razlikovala od 	transcendentalnog pristupa društvenoj nauci Mirčee Vulčaneskua,sa kim su se prvo sukobili u Funudu Moldoveiu. Do 1938. Njihov pre svega,kvalitativni pristup je poprimao osnove kvantitativnog zonalnog pristupa,kojeg su favorizovali Gusti i Golopentia.
Herseni je prihvatio taktiku objavljivanja njegovih radova krzo faze,od sirovih studija ka serijama monografija i konačno do sintetičkih tonova i brošura. Jedan od takvih radova je bio štampan na Gustijev račun,kao Monografia sociologika,zatim ponovo izdata 1934. kao Teoria monografiei sociologicke, koja je korištena kao standard u isr-u. Gusti je takodje podržavao Hersenijevu kandidaturu za predsedavajućeg na odeljenju za sociologiju na univerzitetu u Klužu,nakon Virgil Barbatove smrti . Projekat je propao kada su lokalni akademci izglasali jednog od svojih, konstantin sudeteanu i pokrenuvši tako veliki skandal.

### Fašističko neslaganje
Za razliku od Gustia, Herseni se skrivao od javnog govora, ali je bio jedan od ISR govornika na dvanaestom Kongresu Internacionalnog Instituta za Sociologiju(ISS),održanog u Briselu avgusta 1935 godine. On je nastavio da objavljuje svoje sociološke beleške u različitim magazinima i novinama. Pored Societatea de Mâine, Gând Românesc, ISR Arhiva pentru Știință și reformă socială i Sociologie Românească, ovo uključujeFamilia,Tribuna, Revista Fundațiilor Regale, Independența Economică i Semne.. Hersini je bio i kolumnista društvenih nauka za Viața Românească, dodatog u urednički tim levičarskih sociologa Mihai Ralea. Prateći sve više Societatea de Mâine i pod uticajem lekara Iuliu Moldovan, Herseni je postao istaknut pobornik eugenike i biopolitike uvodeći jezik eugenike u radove pisane uz Gustia.
Ovaj interes uskoro menja pravac u naučni rasizam i fašizam, Herseni je verovatno bio inspirisan od strane drugih eugenista,Iordache Făcăoaru;, Herseni je na antisemitizam gledao kao na prirodnu i blagotvornu, eventualnu udruženu promenu sa radikalnim fašizmom Iron Guarda. Herseni je 1944. opisao njegovo udruženje sa Guardom kao svesnu pobunu protiv osnivanja izazvanu njegovim gubljenjem u (navodno nameštenom)nadmetanju kod Kluia. On je, prema kulturnom istoričaru Lucian Boia, jedan od ozloglašenijih Iron Guardovih figura medju univerzitetskim osobljem u liniji sa P. P. Panaitescu, Radu Meitani, Vladimir Dumitrescu i Radu Gyr.
Njihova ekstremna pozicija bila je dovoljno upadljiva da je više centristički Moldovan osetio dužnost da se distancira od obojice pristalica. Do 1935, Herseni je takodje počeo da se saoseća sa fašističkim neslaganjem koje je podelio Gustinov pokret: i ako je napadnut sa strane Ernest Bernea u Rânduiala magazinu, koji su prestavljali kontra pokret razilaziovanog sa Stahlom preko političkih stavova. U to vreme, umerena levica poput Stahla i Golopentia, svedočeći krvavom konfliktu Gardista pristalica i radikalne levice predvođene Gheorghe Vlădescu-Răcoasa,počela je da dovodi u vezu Hersenijevu politiku sa egoističnim društvenim uspinjanjem. Hersenijevo članstvo je uništilo njegovu vezu sa Gustijem: on je napustio njegovu uredničku kancelariju u ISR magazinu, Sociologie Românească, i bio zamenjen Golopentiom, tadašnjim Gustijevim najcenjenijim prijateljem. Herseni je takođe izgubio svoje mesto asistenta profesora na unirvezitetu, pomerajući se bliže regionalnoj sociološkoj školi u Bukovini, koja je bila predvođena gardistom Traian Brăileanu, postavši regularni saradnik Brâileanuc žurnala Însemnări Sociologice. Zajedno sa svojem ženom, koja se ponašala kao njegova sekretarica i nepotpisana koautorka, on se vratio u Tara Oltului da bi proucavao omladinu (cetele de feciori).
Njegovo razdvajanje od Bukurešt škole nije bilo konačno: zajedno sa Gustijem 1935. godine, napisao je sociološki udžbenik za srednjoškolce. Sledeće godine on učestvuje u etnografskoj ekspediciji sa Santom uz Gustija, Scoiana, Constantin Brăiloiu, Lena Constante, Jacques Lassaigne, Jozsef Venczel, i Harry Brauner,, i doprinosi specijalnom odavanju pošte problemu arhive, gde je počastvovan Gustijevim „sociološkim, etičkim i političkim sistemom”. On i Gusti takođe objavljuju na [Cartea Românească]], Elemente de sociologie cu aplicǎri la cunoașterea țării și a neamului nostru("elementi sociologije primenjene na studije naše zemlje i naše nacije"). To je bilo inspirisano i delom protiv teorija Friedrich Ratzel, bio
je i veoma skeptičan oko geografskog i biološkog determinizma..
Herseni je bio u mogućnosti da nadmudri svog rivala Golopentiju, koji je u velikoj meri bio odsutan iz zemlje tokom tog perioda. Kada se vratio Hersrni mu nudi „primirje” koje je uključivalo ustupanje nekih časova na univerzitetu. Gusti uključuje Hersenija 1937. godine u svoj tim za IIS Kongres koji je bio održan u partnerstvu sa Paris Expo. On je tamo predavao na „socijalnom ekvilibrijumu rumunskih sela”. Herseni naizmenično vrši takav rad sa političkim pisanjem. Takodje 1937. godine piše propagandnu raspravu za koju Guard i radnički pokret, koji je bio konfigurisan od strane vlasti, na objavljivanju. Tekst je bio polemika sa kumunističkom partijom koju Herseni opisuje kao posedovanje "Jevrejskog boljševizma". Hersenijev kredo imao je velike sličnosti sa komunističkim diskursom. Odobravanje nacionalizacije, minimalne nadnice, socijalno osiguranje kao i hijerarhiju baziranu na radu kroz društvo.
Od 1938. godine demokratija je bila suspendovana u Rumuniji i kralj Karol II, neprijatelj Iron Guarda, preuzima odgovornost za političke i socijalne poslove stvarajući mnoštvo kvazi-fašističkih partija, Nacionalni Renesansni Front. Gusti je bio pozvan u ovaj projekat i dodeljen vodjstvu socijalnih službi, koje su kao što Stahl piše, bili pozitivno mesto za socijalni napredak kao i potencijalni "aparat" za Carolov autoritizam. Uprkos njegovoj pripadnosti i njegovom odobravanju odreda smrti,, za koje je bio osuđen od strane Stanca u Azi-u, Herseni je bio poštedjen ispitivanja i hapšenja. Regrutovanjem u socijalnu službu, Gusti mu je zadao da predaje socijaliziran kurs u ruralnoj sociologiji na Bukurešt sociološkom odseku, čineći ga referentom i direktorom za istraživanje na ISR. To je takodje predstavljalo približavanje izmedju Gustija i Brăileanu, čemu je Herseni lično posredovao. Tokom jula 1938. godine Herseni, Stahl, Vlădescu-Răcoasa bili su u Parizu i prisustvovali trinaestom Kongresu na kome je izglasano da se sledeća sednica održi u Bukureštu. Herseni je takođe rukivodio kampanjama za ruralnu sociološku kampanju u „Țara Oltului”, objavljujući svoje pronalaske kao serije knjiga koje su predstavljale komplete za obeležavanje IIS Kongresa, koje su kraju otkazane zbog izbijanja Drugog svetskog rata. Takodje objavljuje fragmente iz svoje „Istorije sociologije”, kurseve u raznim nastavcima izmedju 1938. i 1941. godine kao i priručnik za crtanje sociograma.

### Nacionalna legionarna doktrina
Nadolazeća ratna pretnja i Rumunsko zbližavanje sa Trećim rajhom poslale su Gusti školu u finalnu krizu: u leto 1940. godine, Stahl je bio regrutovan i poslat na rad koji je predstavljao beskoristan zadatak izgradnje odbrane;Herseni mu je pomogao da dobije svoj Ph.D., intervenišući sa univerzitetskim vođstvom. To je bilo tačno pred pad Nacionalnog Renesansnog Fronta, kada je donet od strane Druge Viena Nagrade koja je uočila Rumunsko ustupanje Severne Transilvanije Mađarskoj. U političkom haosu koji je nastupio Gusti postaje politički osumnjičen i Carol naredjuje da on bude zatvoren od strane Siguranța policije. Premijer,u to vreme, Constantin Argetoianu, kasnije predstavljan u službi kao „loša uspomena”.
Iron Guard preuzima moć u Rumuniji 6.9.1940. proklamajući Nacionalnu Regionarnu Državu, sa generalom Ionom Antoneskom kao Conducător. Herseni, koji se javlja kao glavni „propagandista” i „istaknuti legionar ideologije”, pozdravljajući preuzimanje u svojim člancima za gardist novine Cuvântul. Decembra 1940. platio je čast legionarskom komandantu, Horia Sima, bez kojeg bi pokret postao bezoblična masa. Da bi uspeo Sima je trebalo da se povinuje sa neograničenom posvešćenošću." Herseni je doprineo kultu ličnosti okruženim Siminim ubijenim prethodnikom, kapetanom Corneliu Zelea Codreanu, nazivajući ga nacionalnim prorokom "imperijalnih načina" za čiji se dolazak naš narod molio dve hiljade godina. Kodreanov duh, tvrdi Herseni, vodi do pobede. Tvrdio je da je Kodreanova žrtva zagarantovala "iskupljenje Rumuna" ali je i upozorio "stotinama i hiljadama godina je pripremano njegovo rodjenje i biće potrebno još toliko godina da se ostvare njegove zapovesti". Uprkos radikalnim metaforama Hersenijev ideološki tekst tumači Kordeanovu poruku ljudima kao smernice da pomognu sami sebi i revolucionarnom programu za reformu zemlje.
Cuvântul je takođe predstavio Hersenijev članak o spajanju eugenike i rasizma za „poboljšanje ljudske rase”. Proglasio je da su Rumuni u srži bili deo „Severne rase” što opravdava najplemenitiju Rumunsku kulturnu produkciju gde je rasa izgubila svoju "čistotu". Herseni je predložio "pročišćavanje rase" i formalnu politiku rasnog rasuđivanja kao pitanje života i smrti. Priznavajući genijalnost Adolfa Hitlera kao inspiraciju, on predlaže obavezno čišćenje nižih rasa. Misleći na Jevreje, Rumune i Grke koje treba „pročistiti” u „čast lepote, moralnosti i sveukupne savršenosti”."Pad Rumunskog naroda", tvrdio je Herseni,"pripisuje se infiltraciji nižih rasnih elemenata u našu etničku grupu ukrštajući se sa krvlju naših predaka.
Istoričar Radu Ioanid vidi ove misli kao primere "tipičnog fašističkig mentaliteta", u kojem "podsticanje kriminala skriva nestvarnim jezikom". Prema naučnici Mari Bocurirasni zakonikoji su to vreme doneti imaju "neke veze"sa Hersenijevom i Făcăoaru imao više direktnog učešća u ovom programu. Naučnik M. Benjamin Thorne takodje primećuje da se, medju Iron Guard članovima, Herseni i Liviu Stan ističu zbog njihove mržnje prema Romima njihova indetifikacija Roma kao rasnih neprijatalja nije imala predstavnika u Guardskom diskurzu.
Herseni je bio izabrtan za visoku poziciju u novoj birokratiji, na poziciji generalnog sekretara kombinovanog Ministarstva obrazovanja i kulture, podržavajući Ministra Braileanua. Potpisao je naređenje Antonekua i Braileanua degradaciju i hapšenje Petre Andrei, prethodnog Ministra obrazovanja koji je od sramote
izvršio samoubistvo. Herseni se ubrzo našao u konfliktu imedju Sima i Antonescua, u vezi imenovanja odanih ljudi u Accademia di Romania (Antonescu je zeleo da clanovi starog režima ostanu na položajima).
Do kraja 1940, Herseni i Facaoaru su postavljeni od strane Rectora Panaitescua kao komisija za pregled na univerzitetu, cija je misija bila opšte čišćenje akademije, ali posebno od bivših pristalica " National Renaissance Front". Herseni je stoga bio učesnik u odlukama o proterivanju i degradiranju nekolicine naučnika:Ralea, istoricar Constantin C. Giurescu, filozofičar George Călinescu i klasičar Alexandru Rosetti. Ista komisija je pazila i o niže rankiranim službenicima, pod pretpostavkom da su Jevreji ili da se poistovećuju sa Jevrejima: isterao je George Emil Palade zbog "veze sa Jevrejima" i "nemoralnog ponašanja", i umalo degradirao Tudora Vianu po osnovi "jevrej ne moze da obrazuje Rumunsku omladinu". Kreditirajući se da je intervenisao u korist Vianua, Herseni se povukao iz slučaja protiv Gustija, ukazujući da mu duguje svoju karijeru u akademskim krugovima.

### Godine Antoneskua
U januaru 1941, garda(Gvozdena garda) i Antonesku su započeli međusobni rat, koji je nazvan “Pobuna legionara”, Antonesku je izašao kao pobednik. Herseni, smatran kao “umeren” ili “dostojan” gardista, je uspeo da izbegne kasniji progon, i sklopio mir sa novim vojnim režimom. Navodno, on je nastavio svoje veze sa Raleom, uveravajući ga da Sima, tada već ponižen i u izgnanstvu, je pokušao da zaobiđe nasilje sopstvene partije.
U maju te godine, “Revista de Studii Sociologice si Muncitoresti” je objavilo Hersenijev članak u kome slavi ekonomistu Virgila Madgearu, koji je bio ubijen od strane Garde godinu dana pre toga. Godinu dana kasnije, “Sociologije Romaneasca” je objavilo Hersenijev posthumni hvalospev Andreiu, govoreći o njegovoj “veličini” (prim.prev verovatno intelektualnoj veličini) i “preranoj smrti”. Nastavio je svoj naučni doprinos sa raspravom(trakatom) o sociologiji postoralizma (Tratat de sociologie pastoral), koji je sponzorisala rumunska Akademija, koji je jednim delom bila polemička(raspravna) studija(istraživanje) o folkoristici. Herseni je osudio folkoliste koji su radili “nasumično” i nametnuo da etnografija u principu treba da se preda sociološkom metodu. Takođe je doprinneo poglavlje o rumunskoj sociologiji, uključujući i skicu o sebi, u “Istoriji rumunske sociologije”, objavljenu 1941. od Nikolae Badgasara.
On je pravdao sopstveno uključivanje ističući da “naša (Hersenijeva) sociološka aktivnost je bila primećena, ne uvek hvaljena, od strane najboljih sociologa države i nekoliko stranih. Herseni je takođe skicirao tu rezultate njegovih epistemoloških upita: društvo je bilo objektivna/ciljna unutrušnja realnosti, “smisao u svima nama”, dovodeći do stvaranja “društvene zajednice” koja nije uvek bila biološka, nego duhovna. Na ovom osnovu, Herseni je smatrao drustvo i kao “duhovni cilj/objektivna” realnost, i strukturalno-funkcionalna, i samim tim autonomni cilj realnosti. U junu 1941., Rumunija se pridružila Nacističkoj Nemačkoj u njenoj invaziji Sovjetskog saveza. Od januara 1942. Herseni je bio na Istočnom frontu, u skoro okupiranom Transnistria guvernatu. Navodno, njegov zadatak je bio da otvori škole za rumunske zajednice.
Takođe mu je guverner Gheorhe Alexianu poverio da izvede veliki etnografski projekat, beležeći rumunske običaje. Nastoj, koji je takoše uključivao Golopentiu I Nichitu Smochinu, je dovelo do etnografskih kolekcija od Gheorgha Pavelesuca i C.A. Ionescua, sa predgovorom od Hersenija lično. Kada je dao otkaz sa ISR-a te iste godine, Herseni se preselio u Sibiu da predaje “nacionalnu sociologiju” na univerzitetu u Klužu. Univerzitet je premešten iz Kluža u severnu Transilvaniju. Kao eugenista, Herseni je nadgledao katedru za “zdravstvenu sociologiju” u “Institutu za higijenu i javno zdravlje”. Takođe je bio zainteresovan za ono što je on nazvao “upravna sociologija”. Zvanični časopis za unutrašnje poslove je sadržao njegov esej, u kome je Herseni pozivao na čisto rumunski stil upravljanja. U ranoj 1944, tokom Sovjetske ofanzive u Transitiriji primećen u orugu Berezovica, na zvaničnoj dužnosti da uništi zabeležbe o uništavanju Jevreja. Na početku Sovjetske okupacije, njegov etnografski nalazi su istog trenutka postali tabu: istraživanje koje je napisao sa Joneskuom je štampano u Sibiu u decembru 1944, ali samo kao skup običnih colinde?(ne postoji ta reč,verovatno greška u pisanju). Svi detalji koji dozvoljavaju lokalizaciju u Transisriji su bili pogođeni od cenzora.

### Zatvaranje, guranje u stranu, oporavak
, Izbačen sa radnog mesta na univerzitetu u Kluzu u julu 1945, Hersei je uspeo da objavi još jednu brošuru/pamphlet, sa Editurom Cujanom iz Bukurešta: Originile sociologiei “Poreklo sociologije”). Uhapšen 1951, suđeno mu je za njegovu ulogu u upravi Narodnih legionara, a Vian se pojavio da ga brani kao svedok lika. Osuđen na četiri godine zatvora, služio je četiri godine u Jilavi i Aiudu, pre nego što je otpušten 1956. Dobio je zabranu da objavljuje i potpuno je sklonjen u stranu u društvu, okrenuvši se tako pisanju za druge, politički podobnije učenjake. Njegov stari politički protivnik Raea je odlučio da uključi Hersenija na njegov istraživački tim u novom psihološkom institute rumunske Akademije. Takođe je postavljen za regionalnog direktora, i imao je sličnu poziciju na Antropološkom centru (oba 1958). Herseni je započeo spor oporavak, moguće na predlog aktiviste Komunističke partije Mirona Constantinescua.
Nekadašnji Gustan, preobraćen u doktrinistu Marksizma-Lenjinizma, Constantinescu je dodelio sebi zadatak da napravi odabir “reakcionarske” sociologije i da ga ponovo uzme u obzir. Constantinescu je održavao veze sa Hersenijem, Stahlom, Vladescu-Racoasa i Teodor Bugnariu, i pripremao je sebe za obnovu sociološke škole, sa dodacima iz Markstističke sociologije. Organizujući istraživačke odlaske u Hunedoara regiju, u Klopotivu, Herseni je objavio eseje o sociologiji porodice i genealogiji u skupu iz 1958, čiji je urednik Stefan Milcu. On je stvorio tezu prema kome su Rumuni te regije uvek bili “pretežna većina”, pošto su romanizovali njihove Mađarske komšije od 1600ih godina. Kao što je primetio etnolog Marin Constantin, Hersenijev pristup na tu temu je uspomena na Gusti vrstu sociološkog narativa, pošto je bio rumunski nastrojen i sam je sebe citirao.
Istoričar medicine Marius Turda piše da su rumunske komunističke društvene nauke se oslanjale na rasnu nauku, “narodnu biologiju koja uključuje delove rasnog razlikovanja, ciklusa rasta i kvarenja, genetskih genealogija, međupovezanost brige, odgajanja i prirode”. Promenljiva politička klima je dozvolila antropolozima da “promene poziciju autohtonih ideja u njihovoj discipline”. Harseni, “vazan legionarski sociology”, obezbeđuje udžbenički primer posleratnog ponovnog uključivanja, karijerno i teorijski. Bucur takođe tvrdi da Herseni služi kao primer “neskrivenog rasiste”, eugeniste koga je komunistički režim uspeo da ponovo oživi za njihove propagandne koristi. Turda ustanovljava veze između fašističkog ideologa i komunističkog antropologa:”Iako je glavna oblast koju je Herseni doprineo su bile genetske genealogije, njegov glavni argument se bavi važnošću etničke antropologije u povezivanju državne mikro i makro fizičkog razvitka tokom vremena.
Ista stalnost je primećena od istoričara Alexandru Sonoca i Alexandru Griscana, koji vidi hersenijev opis rumunskog etniciteta kao “somatski tip” i “bez sumnje rasistički”. Herseni je nameravao da se vrati na njegovo istraživanje iz 1940 i da nađe način da ponovo objavi njegove ranije nalaze (papiri su se tada nalazili u Brukenthal narodnom muzeju u Sibiju). 1961, on je doprineo Milcuovoj monografiji o ruralnom/seoskom društvu Batrana oslanjajuci se nasleđem i brigom o starima. Njegov rad na tom polju je takođe doveo do eseja o istorijskoj antropologiji, koji je ponovo otkrio pionirski rad Pavela Vasici-Ungureanua. Ralea, koji je bio potpuno integrisan među posleratnim marksistima, se takođe odlučio za Hersenija za projekte u socijalnoj psihologiji.
Navodno, Ralea je pravdao Hersenija tako što je rekao da se on pridružio Gardi u nadi da će dobiti mesto profesora. U tom trenutku, glavni komunisti su privremeno odložili svoj projekat da iskorene sociologiju kao buržoasu nauku: bitna greška se pojavila. Ralea i Herseni su zajedno objavili trakat 1962, Sociologia succesului (Sociologija uspeha), za koju je Herseni koristi pseudnom Trian Hariton. Ova pohvala kolektivizma i ekonomskih podsticaja pod socijalističkim načinom proizvodnje je skeptično pregledana od prognanog rumunskog psihologa Edgara Kraua, koji je primetio da Ralea i “Hariton” nisu ni spomenuli “prožimajuću komunističku školarinu” kao moguću povredu podataka. Lokalno, knjiga je bila poznata jer je uključila reference na sociologiju u malom, prvi takav rad koji je dozvoljen pod komunizmom, to je bio jedan od mnogih “iznenađujućih znakova političke otvorenosti i prihvatanja sociologije”. Ralea i Herseni su isto oglasili odlazak od nepopustljive anti-Antiameričke propogande iz 1950ih, ponovo integrišući neke pozitivne reference na Američku sociologiju.

### Povratak među istaknute
Kao Ralea i Stahl, Herseni je postao istaknuti podržavalac nacionalne komunističke, anti-Sovjetske partije, promovisanu zvanično od strane starih partijskih vođa od 1964, i posledično preuzeto od novog Generalnog sekretara, Nicolae Causescu. Kao što Bukur primećuje, Herseni je sada bio u poziciji da je on stvaralac “novog Marksističko-Lenjinističkog diskursa”. Dok je skupljao moć sa Raleom, Herseni je izgubio podršku od Constantinescua, koji ga je video kao ličnog rivala i, moguće, kao naprednijeg mislioca, te je radio da ga drži podalje od istraživanja. Herseni je umesto toga radio sa Bugnarijem, sa kojim je koautorski napisao esej o istoriji Gustijanske sociologije, koji se pojavio u Contemporanulu u oktobru 1964. Nakon 196, kada je ušao u novi period plodnog pisanja, Herseni je pokušao da sakupi direknto znanje u oblasti industrijske sociologije, oživljavajući i prilagodivši Gustijevu (i sopstvenu) međuratnu metodologiju: monografsku tehniku “problemski orijentisanu”, i pažnju na međudisciplinarnost.
Kao što je primetio istoričar Valentin Sandulescu, on je hteo da se pokaže korisnim za “mogući bitan” projekat, a to je organizovanje socijalističkih preduzeća. Herseni je takođe uključio sebe u rasprave o budućnosti sociologije, braneći nauku od kritika, i braneći tvrdnju da sociolozi mogu da odgovore na posebne problem koje ne mogu da objasne statističari ili ekonomisti. Da bi podvukao svoju odanost režimu, od 1966 on je izbacivao članke u Glasul Patrielu, propagandnom časopisu za Rumunsku dijasporu. 1968 mu je dopušteno da putuje u inostranstvo, u Pariz. Tamo se ponovo susreo sa Emilom Sioranom, ali nije upoznao Eugena Joneska, pošto mu je prevoz bio poremećen zbog štrajka i studentskih pobuna. Na institute, Herseni je sakupio životne istorije 550 industrijskih radnika, dokumentujući njihov odlazak iz “osovinske” porodice i njihove dodira sa modernošću. Hersenijev rad u oblasti socijalne psihologije je dovelo do konačnog trakata, Psihologie sociale, zajednički napisano sa Raleom i objavljeno 1966, ubrzo nakon Raleove smrti.
1967, Contemporanul je ugostio Hersenijev esej o staro-režimskom političaru Spiru Haretu, naglašavajući njegov doprinos za napredno obrazovanje i njegov sukob sa “vladajućom klasom”. On se vratio Familiji kao kolumnista i sociološki analitičar, hronikujući knjige od Pierrea Francastela, Herberta Reada, Jeana Piageta, Talcott Parsonsa I T.R.Fyvela, kao i ponovo upoznavajući javnost sa radovima Gustia, Virgila Barbata, Alexandrya Claudiana i Stefana Zeletina. Kasnije je postvaio sebi studiju slučaja industrijalizacije u Boldesti-Scaeni, gde, kao što se Sthal priseća, “oprema za bušenje je postvaljena, radikalno promenivši lokalni, ruralni, društveni pejsaž, započevši modernizujuće društvene procese”. Rezultat je bilo delo “konkretne socijalne psihologije”, 1969 Industralizare si urbanizare, koji, po sociologu Irini Tomescu-Dubrow, koristi “značajni rad” korišćen u urbanoj sociologiji pod komunizmom. Uz to, tim je dokumentovao decenijske migracione šeme, koristeći census, set pitanja, i oruđe pozajmljeno od istorijske demografije.
Takodje 1969 Herseni je objavio "Psiho-sociologija organizacije u Indusrijskim jedinicama, u Editura Academiei, i "Industrijska Laboratorija Psihologije, Sociologije i Pedagogije" u Editura Științifică
Takodje je 1969 godine ista kompanija izdala sociološku teoriju Hersenijevog druga. Ocenjujući rad za Društveno istraživanje, Jiři Kolaja je osetio "veoma veštu adaptaciju izvesnih Marksističkih redova njegove misli iako se smatra da Herseni nije bio Marksista". Kao što je Kolaja istakao Prolegomene je pokušao da posreduje između individualista, structuralista,i fenomenološke sociologije. 1970 godine Herseni je govorio i svojim sociološkim i politickim ubeđenjima u razgovoru sa Tribuna.
On je definisao sebe kao posvećenog komunistu, i dao neka predviđanja o komunističkoj budućnosti: "u komunizmu će ljudi biti manje zlobni nego što smo mi sada zato što će oni imati manja načela da budu zli". Intervju je prenosio Radio Slobodna Evropa a vođen je sa Monica Lovinescu, antikomunističkom književnom kritičarkom. Ona je naglasila da Herseni sa svojom degradiranom mističnom terminologijom nije se više razlikovao između sociologije i ideologije. Ipak prema stipendisti Daniel Chirot koji je posetio Rumuniju tokom tog perioda, Herseni mu je priznao privatno:
Nekada sam pisao stvari kojima sam veličao "Kapetana" a sada pišem prilično istu stvar ali veličam Ceauşescu. Ja nisam Marksista, razumeš, ali moram da priznam da mi se dopada ono što on radi.

### Sociolog književnosti
Tokom kasnih 1960-ih i početkom 1970-ih, Herseni je proširio svoj doprinos sa poglavljem u postoralnoj socioloskoj studiji Franca Ronebergera i Gerharda Teicha (1971) i temom koja predstavlja rad psihologa Nicolae Vaschide (1975).
Ostali delovi su bili fokusirani na određivanje primenjivanja teorija od sociologije književnosti do Rumunskog konteksta. U Editura Univers, on je objavio književnu Sociologiju u nekoliko uputstva, 1973 i Književnost i Civilizacija, 1976.
Uprkos tome što je bio ispunjen konceptima koje je pozajmio od Erich Auerbach, njegov doprinos se fokusirao uglavnom na odnos izmedju društva i književnosti koji su proizvodili i kao takvi smatrali su sami sebe suštinski drugačijim od komparativne književnosti. Kao takav Herseni je pripremio jasne upute naciolnalnoj psihologiji, lingvističkom determinizmu, i nacionalnim "ritmovima" kreativnosti, takođe upućujući antropološke teorije Wilhelm Wundt, Franz Boas, George Murdock i Edward Sapir. On nije smatrao da je strkturalizam bio značajan primer za proučavanje kulture ali jedino ako je ubuhvaćen "nacionalnim određenjima. Herseni je tvrdio da su umetnost i književnost bile zajedno u prirodi, da potiču od "imitacije" pre nego od sublimacije. Inspirisan Lucien Lévy-Bruhl, Constantin Noica, Mirea Eliade, Ruth Benedict, i James George Frazer, Herseni je opisao jezik i ranu prvu penziju kao međupovezanost sa narodnom religijom a posebno sa magijom. Rad je takođe sadržao metodološke predloge za istraživanje navike čitanja, sa tipologijom koju je pozajmio od André Maurois.
Kako je naglasio 2008. godine stipendista Eugen Negrici, takva pisanja su takođe isprepletana sa zvaničnim dogmama nacionalnog komunizma: "jos uvek opsednut svojim starim strahovima, Herseni je pokušavao da izgleda najbolje što može pred komunističkim vlastima, pružajući svoju sociološku perspektivu-jedna je bila ispunjena Marksističkim klišeima-Rumunske književnosti. Nasuprot ovome, sociološkinja Florenta Stăvărache smatra da je Harseni uveo neslaganja u zvaničnoj dogmi svojom kritičkom beleškom o tome kako su književne doktrine i ideologije izasle na kraj kroz objaktiv 'Marksizam-Lenjinizam'. Takođe sudeći prema Stăvărache, Hersenijevi masingsi o "društveno odgovornim piscima" i mogućnosti njihovog ograničenog političkog angažovanja "očigledno su aludirali na savremenike". Ona je kritikovala Hersenijevu obilnu upotrebu učene reference, navodeći da je to učinilo rad zastarelim: radeći u "zatočenom društvu", Herseni je imao pristup Lévy-Bruhl,ali ne i njegovim kritikama.
Herseni je dobio penziju na Psihološkom Institutu 1973 godine ali je nastavio dalje sa svojim radom iz oblasti sociologije i antropologije. Njegove studije o idustrijskoj sociologiji su bile uokvirene zajedno kao "Psihologija Radnih Kolektiva", i istoimeni udzbenik: Sociologija industrială (Editura Didactică și Pedagogică, 1974). Prema Stahlu ovo je bio "rad na svetskom nivou" kao i monografija o "našim državnim pravim temama", "rezultat direktnih iskustava". Hersenijevi prvobitni nacrti su bili apolitički, tretirajući industrijske veze kao neodređene od socijalističkih do kapitalističkih država i bili su ponovo pregledani od strane cenzora kako bi se povinovali partijskoj liniji. Takodje 1974 godine Harseni je doprineo Editura Stiințifică zbirci u industrijsko-sociološkim laboratorijama sa istraživanjem o društveno inžinjerskim tehnikama. Sledeće godine vrativši se u svoj rodni kraj on je dao doprinos monografiji o Fabrici Hemikalija.

### Poslednje godine
Tokom ranih 1970ih, u svojim esejima on je pisao za Constantinescu's Sociologia Militans arhivu, Herseni je objasnio svoju nameru prevazilaženja ruralne sociologije, primenjujući lekcije kako su se razumele ili generisale društvene akcije u nacionalnoj sferi i iznad svega u geopolitičkim. 1976 godine on je završio svoju "paleoethnografsku" studiju o grupi ljudi Țare Oltului, koji je objavio Editura Dacia kao "drevni oblici Rumunske narodne kulture". Kao što je Stahl naveo to je pokazalo bitnu promenu u njegovim preokupacijamma, donoseći sa tim Hersenijevo zvanično uključenje u zajednicu Rumunskih folklorista. Serija knjiga je takođe označila prekid sa Gustian tradicijom stroge sociologije, okrenuvši se kulturnoj antropologiji koju je mladi Herseni kritikovao u više navrata. Komentarišući ovu promenu, Stahl je zaključio da je Herseni ostao "enigma".
Forme străvechi je tvrdio kako može da pokaže da su grupe ljudi bile ostaci drevnih Geto-Dacian verovanja i prakse koje još uvek čuvaju neki pre-Indo-European elements.
Uzevši Rumunske onomastike kao polaznu tačku Herseni je smatrao da su Rumuni sačuvali veru u Tellus Mater i reinkarnaciju unutar porodice. Jedan deo rada je zabeležio lokaciju Božića, uključujući "ublažavanje" starijeg paganskog praznika Korochun. On je takođe ocenio i kategorisao 400 colinde Țara Oltului, navodeći da je 88 njih imalo Hrišćanski "ne-kanonski" sadržaj, a ostalih 124 su bila u potpunosti ne-ili pre-Hrišćanski. Neki od Hersenijevih stavova o temi ostala su naročito sporna. Prema Negriciju, u knjizi je prikazan Herseni kao preobraćeni u Protohronizam, komunistička doktrina (uklopljena sa "neprobavljenim ostacima međurata") koja je pretpostavljala rumunsku kulturnu superiornost i drevni pedigre. Herseni "podržava tezu da rumunska civilizacija, iako ruralna i usmena, ni na koji način nije inferiorna pismenim civilizacijama koje su kultivisane u citadelima i gradovima".
Herseni je umro 1980. Njegovi poslednji objavljeni radovi uključuju esej na francuskom jeziku o Dacian Draco, u kojem je tvrdio da su zmajevi ili zmei bili među "prvobitnim bićima" lokalne mitologije. Prema Puli Herseni, njegov životni učinak obuhvata 541 rad u društvenim naukama, od kojih je 29 bilo svezaka (mada, Stahl upozorava, njihom sadržaj se stalno preklapa); Achim Mihu, koji je ponovo objavio neke od Hersenijevih radova, broji 543. Jedna od njegovih završnih radova bila je istorijska studija "Rumunska psihološka kultura", koja je nastojala da uspostavi vezu između antičke nacionalne psihologije i razvoja psihologije kao moderne nauke. Pored toga, Herseni je dao doprinos poglavlju u uvodu Romulus Vulcănescu u etnologiju, specijalizovanoj blasti koju je Herseni želeo da odvoji od antropologije i sociologije kao "nauku o narodnim fenomenima". On je takođe ostavio "Opštu teoriju ljudksog društvenog života", rukopis koji se sastoji od 1.276 stranica, čita ga Stahl kao konačnu sintezu "svog rada u oblasti sociologije". Njegova misija opisuje spavajnje gustijanskih i marksističkih ideja, oko "objektivnih zakona društvenog razvoja".
Takođe, 1980. Hersenijjev esej o "rumunskoj rasi" je štampan kao "Rumunska psihološka kultura", Teorija generala je takođe objavljena 1982. Herseni je bio potvuno oporavljen i diskutovan nakon rumunske revolucije 1989. godine, koja je ukinula zabranu koju je komunizam stavio na većinu njegovog rada. Antropolog Zoltán Rostás kontaktirao je razne Hersenijeve kolege, uključujući i Paula Gusty-Hersenija, objavljujući intervjue sa njima u različitim sveskama, uključujući i Sala luminoasă iz 2003. godine. Umrla je u 98. goidini. Jok kontraverznije, Hersenijevo delo je takođe objavljeno od strane neofašističkih publikanaca koje su se pojavile tokom devedesetih godina.
Herseni je imao jednu ćerku, Ionu, psihologa na Univerzitetu za naftu i gas 2007. Ona i Marian Diaconu su objavili svoj sociološki pregled, "Istorija rumunske sociologije"".  Hersenijev rad u Transnistiji ponovo je objavljen 1994. godine, kada je Ionina knjiga bila štampana, u potpunom obliku, u Kišinjevu, Moldavija. Na Hersenijevoj stogodišnjici 2007. godine, Akademija ekonomskih studija u Kišinjevu bila je domaćin simpozijuma u njegovu čast.